# 12298 Brecht
12298 Brecht este un asteroid din centura principală de asteroizi.

## Descriere
12298 Brecht este un asteroid din centura principală de asteroizi. A fost descoperit pe 6 august 1991 la Tautenburg de Freimut Börngen. El prezintă o orbită caracterizată de o semiaxă mare de 2,42 ua, o excentricitate de 0,24 și o înclinație de 8,2° în raport cu ecliptica.